# زاهية ديهار
زاهية ديهار (بالفرنسية: Zahia Dehar)‏ وهي مصممة و عارضة أزياء من اصول مغربية فرنسية ولدت في يوم 25 فبراير 1992 في المغربوقد اشتهرت بسبب شبهة حول إقامتها لعلاقة جنسية مع كريم بن زيما وفرانك ريبيري لاعبي المنتخب الفرنسي وإقامة علاقة جنسية معهم دون السن القانونية في فرنسا.

## روابط خارجية
- زاهية ديهار على موقع IMDb (الإنجليزية)
- زاهية ديهار على موقع ألو سيني (الفرنسية)
- زاهية ديهار على موقع ميوزك برينز (الإنجليزية)
- زاهية ديهار على موقع ديسكوغز (الإنجليزية)
- زاهية ديهار على موقع قاعدة بيانات الفيلم (الإنجليزية)
- زاهية ديهار على موقع ليتربوكسد (الإنجليزية)
- زاهية ديهار على موقع كينوبويسك (الروسية)